# راه رفتن (ترانه فو فایترز)
«راه رفتن» (به انگلیسی: Walk) تک‌آهنگی از گروه موسیقی آلترنتیو راک فو فایترز است که در سال ۲۰۱۱ میلادی منتشر شد.